# Oscar Nemon
Oscar Nemon (rodno ime Oskar Neumann) (Osijek, 13. ožujka 1906. – Oxford, 13. travnja 1985.), kipar rođen u Osijeku. Glavninu svoga kiparskoga opusa ostvario je izvan Hrvatske, profilirajući se u Bruxellesu (1925. – 1936.) te u Velikoj Britaniji (1936. – 1985.) prvenstveno kao portretni kipar. Portretirao je neke od najznačajnijih povijesnih ličnosti 20. stoljeća, a najpoznatiji je po portretima i spomenicima Sigmunda Freuda i Winstona Churchilla.

## Biografija

### Osijek - mladost i početci
Oscar Nemon (Neumann) rođen je u Osijeku, 13. ožujka 1906. godine, u židovskoj obitelji, kao drugo od troje djece Mavra Neumanna i majke Eugenije, rođene Adler. Otac je umro vrlo rano, kada je Oscaru bilo devet godina. Svoje djetinjstvo je proveo uz majku, sestru Arabelu, i brata Desidera te baku Johanu i djeda Leopolda Adlera. Odrastao je u dobrostojećoj građanskoj obitelji koja mu je omogućila naobrazbu, kao što je i podržavala njegov rano razvijeni likovni talent. Zajedno sa sestrom Arabelom polazio je satove crtanja kod osječkog slikara Slavka Tomerlina, a s šesnaest godina otkrio je svoj dar za modeliranje. Već godinu dana kasnije izlagao je svoje prve skulpture.
U Osijeku je Nemon polazio pučku školu i mušku realnu gimnaziju na kojoj je maturirao 1924. godine. Nažalost, većina najranijih Nemonovih kiparskih radova, koji nastaju u Osijeku 1923. i 1924. godine, nije sačuvana ili im se zametnuo trag. Mali reljefni autoportret u formi plakete iz 1923. godine, jedan je od rijetkih sačuvanih Nemonovih početničkih radova.
Nemonov prvi javni nastup zabilježen je u kolovozu 1923. godine, na skupnoj izložbi u povodu IV. sleta Židovske omladine Jugoslavije u Beogradu. Prvu samostalnu izložbu imao je u prosincu 1923. godine, zajedno s mladim slikarom Dušanom Slavičekom, u dvorani Dvorazredne trgovačke škole u Osijeku. Nemon je vjerojatno bio prvi Osječanin koji je u Osijeku izložio skulpturu. Izložba je pobudila interes osječke javnosti, ali i osječkih likovnih kritičara koji su u dnevnom tisku pohvalili Nemonov talent. Za Nemona su osobito bile važne ocjene Guida Jenyja koji je odigrao važnu ulogu u Nemonovim početcima.
Godine 1924. Nemon odlazi na dvotjedni boravak u Zagreb gdje je na Umjetničkoj akademiji primao instrukcije za izvedbu djela koja je pripremao za svoju novu osječku izložbu. U lipnju 1924. godine Nemon u Osijeku priređuje drugu izložbu svojih radova. Izlaže uz slikara Đorđa Petrovića s kojim je dijelio modernistička shvaćanja, ali i atelijer u Osijeku. predstavio se s osam kiparskih djela u kamenu od kojih je sačuvan Portret Nade Korsky, rad za koji je Nemon navodno primio svoj prvi honorar.
Nakon uspješnih dvaju javnih nastupa, Nemon je stupio u kontakt s Ivanom Meštrovićem te je otišao k njemu s fotografijama svojih radova. Meštrović mu je preporučio da na kiparsko školovanje ode u Pariz. Kada se Nemon počeo baviti kiparstvom, u Osijeku za njega gotovo i nije bilo kiparskih uzora. Imao je kontakt s još jednim mladim osječkim kiparom, Mihajlom Živićem, no i ti su kontakti najvjerojatnije bili kratki. Nemon za svoga života nije pripadao niti jednom likovnom udruženju u Hrvatskoj, kao ni kasnije u Belgiji ili u Engleskoj. U Osijeku nakon svojih prvih dviju izložbi više nije izlagao, ni samostalno, ni skupno.

### Beč (1924. – 1925.)
Nakon završene srednje škole, Nemon se opredijelio za studij kiparstva. Suprotno Meštrovićevu savjetu, na daljnje školovanje nije otišao u Pariz, već u Beč. Nemon u Beč dolazi otprilike u listopadu 1924. godine, potpomognut novčanom potporom koju mu je dodijelio grad Osijek. Unatoč namjeri da stekne formalno umjetničko obrazovanje, nije se upisao na Umjetničku akademiju jer je u Beč stigao prekasno, kada je nastava već započela, a upisne kvote su već bile popunjene. Nemon tada odlazi u atelijer Antonu Hanaku, uglednom bečkom kiparu. Ubrzo otvara vlastiti atelijer te počinje raditi samostalno. U to vrijeme Nemon dobiva narudžbe za portretiranje opernog pjevača Domenica Borghesea te članova bečkog opernog ansambla. Za mladog kipara bez ikakvog akademskog obrazovanja bilo je to poprilično uspješno razdoblje. Nemonov kiparski rad privukao je pozornost bečkog dnevnog tiska u kojemu su objavljene reprodukcije nekih njegovih portreta.
Portretna plastika, kod koje realizam čini referentnu podlogu, nije predstavljala Nemonov jedini skulptorski interes tijekom bečkog razdoblja. U Beču Nemon dolazi u izravniji doticaj sa suvremenim umjetničkim strujama europskoga modernizma, posebno s ekspresionizmom s kojim je vjerojatno eksperimentirao još kao srednjoškolac u Osijeku. Radi nekoliko ekspresionističkih studija ekstremnih psiholoških stanja i njihovih tjelesnih manifestacija Nemonova ekspresionistička plastika bila je kratkotrajni eksperiment koji nije zaživio izvan umjetničkog atelijera, a danas je od nje ostao samo fragment.
Godine 1925. putuje u Pariz i posjećuje L'Exposition Internationale des Arts Décoratifs et Industriels Modernes, gdje mu je pozornost svojim modernističkim oblicima najviše privukao konstruktivistički ruski paviljon; “...najveće je naše zanimanje izazvao ruski paviljon jer bio je najneobičniji od svih. Niti golem, niti pompozan, samim je svojim oblikom, kako izvana, tako i iznutra, odražavao jednu vrlo jasnu ideju. (...) Poetskoj viziji umjetnika dan je izraz jednoga novog iskustva kojemu su se bezrezervno priklonili predstavnici svih umjetničkih medija. Rusko je paviljon bio istovremeno i simbol, i tumač toga novog iskustva, u njemu je procvat doživjela težnja ruskog naroda da cijelome čovječanstvu pruži uvid u zasluge i dostignuća svoje revolucije.“

### Bruxelles (1925. – 1939.)
Nakon Beča, krajem 1925. godine, Nemon odlazi u Bruxelles. U listopadu 1925. upisuje Kraljevsku akademiju likovnih umjetnosti. Zahvaljujući iznimnom talentu, primljen je izravno na treću godinu studija kiparstva. Na Kraljevskoj akademiji studirao je od 1925. do 1927. godine, u klasi profesora Paula Duboisa i Arsenea Matona, a kao izuzetno talentiran student nekoliko je puta bio nagrađivan. Nakon studija na Akademiji, Nemon je neko vrijeme radio u atelijerima briselskih kipara, a potom se osamostalio. Nemonova umjetnička karijera, u pravom smislu riječi, započinje u Bruxellesu, a glavninu njegova stvaranja predstavljaju portreti koji su i obilježili cjelokupan njegov opus. Jedan od prvih radova s kojima je Nemon u Bruxellesu postigao uspjeh, bila je plaketa u spomen prolasku slavnog američkog avijatičara Charlesa Lindbergha kroz Bruxelles (1927.).
U Bruxellesu je Nemon imao nekoliko velikih, važnih i vrlo priznatih izložbi. Veliku samostalnu imao je u ožujku 1932. u Palais des Beaux Arts. U Bruxellesu je imao prostrani atelijer u Rue Thérésienne u neposrednoj blizini kraljevskog dvora. Ondje je priredio i dvije samostalne izložbe. U prosincu 1934. njegovu samostalnu izložbu u atelijeru posjetila je belgijska kraljica Astrid.
Danas je većina Nemonova stvaralaštva iz Bruxellesa poznata uglavnom uz pomoć fotodokumentacije. Dio njegovih skulptura uništen je za vrijeme nacističke okupacije Beligije.

#### Medaljerska dionica u Nemonovom briselskom opusu
Tijekom djelovanja u Bruxellesu Nemon je ostvario respektabilni opus u području portretne skulpture. Taj portretni žanr se proteže i u medij medalje u kojem je Nemon za vrijeme rada u Bruxellesu ostvario značajan, iako opsegom nevelik opus. Njegovi medaljerski radovi se danas nalaze u zbirkama: Bibliothèque Royale Belgique, Monnaies et Médailles, Bruxelles; Ashmolean Museum, Oxford; Oscar Nemon Estate, British Museum, London. Pojedinačni primjerci nalaze se u Kunsthistorisches Museumu u Beču, u Muzeju Slavonije u Osijeku, te u privatnim zbirkama.
Nemon je obogatio belgijsku likovnu scenu inovativnim i smjelim modernističkim rješenjima u art déco stilu koja počivaju na geometrijskoj stilizaciji forme. Primjena geometrijske stilizacije u medaljama kreće se od blage i diskretne prema snažno izraženoj geometrizaciji kojom se negira volumen te ionako plitki reljef medalje svodi na govor plohe. Izrazitom geometrijskom stilizacijom oblikovana je plaketa Fernand Fisch (1929.), koja stilski i oblikovno korespondira s istovremenim Nemonovim radovima u punoj plastici, kao što su Portret Pierrea de Soetea (1929.) i Négateur (1930.). Fernand Fisch (1898. – 1962.) naslijedio je upravljanje čuvenom briselskom tvrtkom Fisch, koju je razvio u pogledu umjetničke produkcije i tekuće industrijske proizvodnje. Bio je pokrovitelj umjetnicima pa tako i Nemonu.
Najradikalniji oblik geometrijske stilizacije figure Nemon ostvaruje u plaketi za sport Victoribus honos, izrađenoj 1929. godine u čast pobjednicima u sportskim natjecanjima. Nemon izvodi i medalje realističke figurativne tradicije u kojima geometrizaciju zamjenjuje sažetim i pojednostavljenim oblikovanjem. Tom tipu pripadaju: skica za medalju stogodišnjice oslobođenja Belgije (1929.); model za medalju Emile Vandervelde (1932.); medalje prof. dr. Novak (1932.), Adrien de Meeüs (oko 1932.), Vlaho Bukovac (oko 1933.), Sigmund Freud (1936.).
Prva Nemonova samostalna izložba u Bruxellesu održana je u galeriji Toison d’Or 1930. godine. Ondje je, uz portrete te geometrijski oblikovane modernističke skulpture, izložio i medalje Maršal Foch te M. Gottschalk, koje je otkupio Kraljevski kabinet medalja u Bruxellesu. Druga samostalna izložba, naslovljena Têtes (glave), bila je postavljena u najekskluzivnijem izložbenom prostoru u Bruxellesu, u umjetničkom centru Palais des Beaux-Arts 1932. godine. Nemon je svoje medalje izlagao i u Parizu. Zajedno s belgijskim umjetnicima, sudjelovao je na 3. Međunarodnom salonu medaljerstva, održanom u L’Hôtel des Monnaies u Parizu 1931. godine. Izložbu belgijskih medaljera organizirao je i postavio Fernand Fisch.

#### Modernistička kretanja
Nemon je ostvario i jednu zasebnu, opsegom radova vrlo ograničenu, ali idejno i stilski posve različitu dionicu unutar svoga kiparskoga opusa koja pripada modernizmu te korespondira suvremenim tokovima moderne umjetnosti u Belgiji i u Europi. Utjecaj različitih modernističkih pravaca i njihovih manifestacija, modernističkih derivacija kubizma te ruskog konstruktivizma kao oblikovnog stila i Meljnikovljeve arhitekture kao primarnog uzora, formirao je Nemonovu svijest o modernitetu i stilsko-morfološkim mogućnostima te prostorno-plastičkim vrijednostima suvremene umjetnosti.
Nemonovu inspiraciju konstruktivizmom, postkubizmom i geometrijskom stilizacijom pronalazimo u kontekstu suvremenih pravaca, umjetničkih grupa i njihovih nositelja u Europi te posebno u Bruxellesu 20-ih i 30-ih godina 20. stoljeća (Oscara Jespersa, Oscara De Clercka, Emiela Poetoua, Josepha Cantréa i Dolfa Ledela). Nemon nije pripadao nadrealističkom pokretu, niti u njegovu opusu ima radova koji bi se mogli nazvati nadrealističkima. Prijateljevao je, međutim, s belgijskim nadrealističkim pjesnikom Marcelom Lecomteom, a u Londonu je upoznao i Rénea Magrittea.
Što se tiče vlastitog modernističkog izričaja, u Nemonovu slučaju radi se samo o prolaznoj fazi ili kratkoročnom interesu na razini eksperimentiranja. Unatoč tomu, Oscara Nemona treba smatrati jednim od sudionika briselske modernističke međuratne likovne scene.

### Veze s Osijekom
Tijekom života u Bruxellesu, Nemonove veze s domovinom i s rodnim gradom ostale su čvrste. Dolazio je u Zagreb i u Osijek, gdje su živjeli njegova majka i šira obitelj, a često je poslom navraćao i u Beograd. Njegovi su dolasci bili popraćeni napisima u domaćem dnevnom tisku, koji su uvijek isticali Nemonov uspjeh postignut u inozemstvu.
Nakon portretiranja đakovačkog biskupa 1927. godine, Nemon se krajem 1928. godine vraća u Osijek te dobiva dvije javne narudžbe. Prva je bila izrada reljefa u spomen „Lipanjskih žrtvi“ atentata u beogradskoj skupštini 1928. godine. Nemon je izradio skicu s portretima triju hrvatskih zastupnika, no do realizacije ove narudžbe nije došlo. Druga je narudžba došla od Trgovačko-obrtničke komore u Osijeku povodom 75. godišnjice postojanja. za koju Nemon izvodi jednostranu medalju kružnog formata, na kojoj je na simbolički način predočen razvoj trgovine, obrta, industrije, poljoprivrede i rada. Ovaj Nemonov rad izazvao je kontroverzne reakcije zbog poistovjećivanja amblema industrije i poljoprivrede s komunističkim simbolima. Iste godine dobiva od grada Osijeka novčanu pomoć od 20.000 dinara. Oko 1934. godine projektira nadgrobni spomenik za svoga djeda Leopolda Adlera na osječkom židovskom groblju.
Oscar Nemon nekoliko je puta iz Engleske navraćao u Osijek. Na poziv Židovske općine u Osijeku, izradio je i poklonio u sadri izrađen model spomenika koji je, nakon što je izliven u bronci, 28. studenoga 1965. otkriven u Parku Oscara Nemona na Gajevom trgu. Spomenik Majka i dijete (izvorni naziv spomenika na engleskom jeziku je Humanity) je podignut na uspomenu mnogobrojnih osječkih i slavonskih židova žrtava holokausta, među kojima je bio i velik broj Nemonove obitelji. Spomenik je ujedino i poruka budućim generacijama da se uzvišeni ideali čovječanstva moraju i dalje prenositi s koljena na koljeno. Ključnu ulogu pri postavljanju spomenika imala je Danica Pinterović. Nemon je spomenik zamišljao u dvostruko većim dimenzijama.

### Engleska (1936. – 1985.)
Tijekom druge polovice tridesetih godina Oscar Nemon težište svoga rada iz Bruxellesa potpuno prenosi u London koji će postati drugo – i posljednje značajno mjesto njegova umjetničkog djelovanja. Eskalacija antisemitizma u Belgiji i predosjećanje sve bliže ratne opasnosti, nagnali su ga da kao židovski izbjeglica utočište potraži u Engleskoj. U Londonu je povremeno boravio od 1936. godine, a tamo je imao i atelijer – u ulici Lyall, u četvrti Belgravia.
1942. godine zajedno sa suprugom Patricijom Villiers-Stuart, nastanjuje se na posjedu Pleasant Land na Boar's Hillu kraj Oxforda, u kući s kiparskim atelijerom koju je Nemon sam projektirao. Arhitektonska estetika te kuće otkriva Nemonove uzore i afinitete iz njegova briselskog razdoblja, kada je stvarao u izravnom doticaju s modernističkim strujama. Danas je posjed Pleasant Land u vlasništvu Estate of Oscar Nemon, zajedno s arhivom.
Iste godine Nemonova obitelj u Hrvatskoj stradava u holokaustu. Nemonova majka i brat Desider strijeljani su 3. studenoga 1942., u nacističkom koncentracijskom i egzekucijskom logoru Banjica u Beogradu.
U Engleskoj će Nemon ostati raditi do kraja svoga života kao kipar i medaljer čiji je ugled rastao razmjerno s dignitetom osoba koje je portretirao. Nakon poznanstva s Winstonom Churchillom 1951., on počinje raditi niz portretnih skulptura istaknutih osoba engleske javne i političke scene, poput Kraljice Elizabete II., Kraljice Majke, Winstona Churchilla, Margaret Thatcher itd.
1952. godine od kraljice Elizabete II. dobiva narudžbu za Churchillovo mramorno poprsje za dvorac Windsor, koje dovršava 1956. godine. Nemon će portretirati Churchilla u nekoliko navrata i u godinama što slijede nastat će nekoliko njegovih bista i spomeničkih skulptura. Poznanstvo s velikim britanskim državnikom priskrbit će mu brojne narudžbe i omogućiti mu da svojim portretnim skulpturama ovjekovječi svjetske političke scene. Postat će poznat kao „Churchillov kipar“, ali i kipar britanske političke elite, ratnih heroja te kraljevske obitelji. Godine 1956. – 1959. portretira englesku kraljicu Elizabetu II.
1967. godine dobiva svoj atelijer u kraljevskoj palači St. James u Londonu. 1. prosinca 1969. otkrivena je jedna od najpoznatijih skulptura Winstona Churchilla, postavljena na ulazu u Donji dom Britanskog parlamenta. 1978. godine nastaje Married Love, grupni portret W. Churchilla i lady Churchill u sjedećem položaju. Iste godine portretira Margaret Thatcher te prima počasni doktorat na škotskom sveučilištu St. Andrew's.
U posljednjim godinama života Nemon održava samostalnu izložbu Sculptures of Our Time u Ashmolean Museumu u Oxfordu 1984. godine kraljica Elizabeta II. otkriva Nemonov monumentalni spomenik Kraljevskom kanadskom ratnom zrakoplovstvu u Torontu. Portretira Dianu, princezu od Walesa, no ne dovršava njezin portret.
Umire u Oxfordu, 13. travnja 1985.

## Portreti
Oscar Nemon bio je izuzetno talentiran i lucidan portretist, i upravo njegovo portretno kiparstvo predstavlja najviši domet njegova kiparskoga opusa. Portrete Oscara Nemona moglo bi se usporediti s njegovom memoarskom prozom: „u njegovu sažeto pripovjednom stilu pisanja zrcali se vještina koju je posjedovao kao vrstan kipar portretist: pronalazeći ključ za sažimanje i sintezu vidljive prirode i stanja duha, Nemon je svoje portrete stvarao kao introspektivne bilješke osoba koje su mu pozirale – eseje o ljudima i njihovim osobnostima, prevedene na plastički jezik kiparske forme.“ Nemon je vrlo dugo radio na svojim portretnim studijama – njegov uobičajeni postupak rada temeljio se na vrlo preciznim izmjerama i točnim proporcijama, u kombinaciji s pojednostavnjivanjem i suptilnim modiﬁkacijama u pravcu intenziviranja formi lica. Oscar Nemon uživo je portretirao „ikone 20. stoljeća“, znamenite, velike ili iznimne povijesne ličnosti poput Sigmunda Freuda, Winstona Churchilla, kraljice Elizabete II., Margaret Thatcher ili Dwighta Eisenhowera. Prema opsegu oﬁcijelnih narudžbi kao i po ugledu i važnosti portretiranih ličnosti koje dolaze iz najviših društvenih, političkih ili kulturnih europskih i svjetskih krugova, Oscar Nemon je ostvario rezultate kakve je u njegovo vrijeme ostvario malo koji portretni kipar.
U periodu između 1925. i 1938. Nemon je u Bruxellesu realizirao vrlo velik broj portretnih narudžbi, među kojima i portrete nekih istaknutih povijesnih ličnosti toga vremena. Brojne portretne biste i glave, koje tada nastaju, pokazuju potpuno siguran i već definiran kiparski izričaj. Umjesto detaljnog tretmana fizionomije, uvijek je zahvaćen unutarnji karakter portretirane osobe.
Portret Johane Adler, Nemonove bake, jedan je od rijetkih radova iz Nemonova ranijeg razdoblja, koji su ostali sačuvani. Nastao je vjerojatno u Osijeku, u vrijeme prvih godina studija na Akademiji u Bruxellesu ili neposredno nakon toga. Nemonova vrlo rano razvijena sposobnost tumača karaktera ovdje se jasno očituje. U „neformalnim“ portretnim skulpturama glava portretirane osobe dobiva svoj oblik u plastičkoj varijabilnosti između visokog reljefa i pune plastike, kada je jedna strana lica uronjena u masu neobrađenoga kiparskog materijala. Isti non finito princip Nemon će naročito primjenjivati u portretima djece. Pri portretiranju po narudžbi, osobito kod službenih portreta javnih osoba, Nemon provodi drugačiji pristup – glava je, u pravilu, uvijek u punoj plastici.
U razdoblju između 1925. i 1938. godine nastaju brojne dječje glave i portreti djece.
Iz Bruxellesa je, po narudžbi, Nemon često odlazio na portretiranja u Beč, Njemačku ili Englesku. 1927. godine dobiva poziv Richarda Straussa da napravi njegov portret u Beču. Godine 1934. Nemon portretira članove belgijske kraljevske obitelji te radi skicu za spomenik jugoslavenskom kralju Aleksandru I. Karađorđeviću. Povremeno Nemon odlazi na portretiranja u London – ondje, primjerice, 1936. godine radi portreti nekadašnjega glavnog urednika londonskog lista The Times, Wickhama Steeda. Princezu Marie Bonaparte od Grčke, francusku psihoanalitičarku i Freudovu učenicu, Nemon portretira u Parizu 1934. i 1938. godine. Osim Marie Bonaparte, Nemon je portretirao i druge Freudove učenike i sljedbenike.
Jedan portret Oscaru Nemonu donosi svjetsku slavu, stavljajući istovremeno u sav fokus njegov tadašnji kiparski rad. Bio je to portret jednog od najutjecajnijih mislilaca 20. stoljeća, utemeljitelja psihoanalize Sigmunda Freuda. U srpnju 1931. Nemon dobiva poziv da dođe u Beč i za Društvo psihoanalitičara u Beču, povodom Freudovog sedamdeset i petog rođendana, izradi Freudov portret. Nemonov portret nastajao je na Freudovu ljetnikovcu u Potzleinsdorfu izvan Beča, u nekoliko navrata.
Tijekom tridesetih godina 20. stoljeća Nemon je izradio nekoliko Freudovih portreta, razvijajući prvotnu izvedbu iz 1931. U kasnijim varijantama izostavlja opisne elemente, a naglasak stavlja na ekspresiju lica. Mali sjedeći Freudov portret nastao je 1936. godine. Taj je portret kasnije uvećan u prirodnu veličinu, a 1970. odliven je u bronci i postavljen kao spomenik u blizini Freudova muzeja u Londonu.

## Pokret univerzalne etike
Drugi Nemonov vrlo značajan istup avangardnog karaktera zbiva se početkom tridesetih godina u Bruxellesu. Riječ je o velikoj ideji Pokreta univerzalne etike, intrigantnom socijalno-utopističkom konceptu čije je teorijske postavke razradio sam Nemon. Kao duhovno središte pokreta zamislio je pripadajuće mu arhitektonsko zdanje – hram ili centar univerzalne etike, koji bi simbolizirao nove ideje i bio središtem organizatorske aktivnosti pokreta. Sam model Hrama univerzalne etike pokazuje smjelu modernističku arhitektonsku zamisao, na tragu konstruktivističkih i ekspresionističkih plastičkih promišljanja. Ideje pokreta izložio je u dva tiskana manifesta upućena engleskoj javnosti. Iako je u engleskoj stekao određeni broj pristalica, istomišljenika pa i sljedbenika, ideja Pokreta univerzalne etike nije nikada zaživjela u praktičnom smislu njegova formiranja, kao što ni Hram univerzalne etike nije nikada bio izgrađen. Nemonova utopijska, neostvarena zamisao počiva na ideji kozmopolitizma i na visokim etičkim pretpostavkama pacifizma i humanizma te u suglasju sa židovskom etikom i filozofijom morala kreira postavke nove škole mišljenja, novog društvenog pokreta i idealne društvene zajednice, i to u vremenu destrukcije kulturnih i humanih vrijednosti nacionalističkim i rasističkim ideologijama.

## Izložbe

### Samostalne izložbe[4]
- 1923.: Osijek; Oskar Neumann, Dušan Slaviček; Dvorana Dvorazredne trgovačke škole
- 1924.: Osijek; Oskar Neumann, Đorđe Petrović; Paviljon pukovnijskog vrta
- 1930.: Bruxelles; Le sculpteur Oscar Neumann; La Galerie de la Toison D`Or
- 1931.: Bruxelles; Têtes; Palais des Beaux-Arts
- 1934.: Bruxelles; Izložba u atelijeru Oscara Nemona; Rue Thérésienne 8, Bruxelles
- 1935.: Bruxelles; Izložba u atelijeru Oscara Nemona; Rue Thérésienne 8, Bruxelles
- 1936.: Bruxelles; Izložba u atelijeru Oscara Nemona; Rue Thérésienne 8, Bruxelles
- 1937.: London; Privatna izložba Oscara Nemona; Jugoslavensko poslanstvo u Londonu
- 1939.: Bruxelles; Oscar Nemon; Galerie Louis Manteau
- 1942.; Oxford; Izložba radova nastalih u Engleskoj; Regent's Park College, Oxford
- 1943.: London; Samostalna izložba s Predragom Milosavljevićem; The Yugoslav House, London
- 1943.: London; Sculpture by O. Nemon; Belgian Institute, London
- 1945.: London; Izložba skulptura Oscara Nemona; Anglo-Palestinian Club, London
- 1946.: Oxford; Works by O.Nemon; The John Gallery
- 1982.: Oxford; Oscar Nemon - Sculptures of Our Time; Ashmolean Museum - McAlpine Gallery
- 1985.: Osijek; Oskar Nemon 1906. – 1985., spomenička skulptura; X. Biennale Slavonaca; Galerija likovnih umjetnosti, Osijek
- 2001.: London; Oscar Nemon, Osijek 1906 - Oxford 1985; Croatian Cultural Centre
- 2005.: Leeds; Temple of Universal Ethics; Henry Moore Institute
- 2013.: Zagreb; Oscar Nemon 1906. – 1985.; Židovska općina Zagreb / Galerija Milan i Ivo Steine

### Skupne izložbe[4]
- 1931.: Pariz; Troisième salon international de la médaille; Hôtel des Monnaies
- 1935.: Bruxelles; Izložba belgijske dinastije; Palais des Beaux-Arts
- 1942.: London; Izložba radova umjetnika savezničkih zemalja; Galerija Kraljevskoga društva britanskih umjetnika, London (R.B.A.)
- 1944.: London; Yugoslav Exhibition; Royal Academy of Arts
- 1965.: New York; Svjetska izložba (1964. – 1965.); Winston Churchill Center - Paviljon svjetske izložbe u New Yorku
- 1974.: London; Churchill Centenary Exhibition; Somerset House
- 1981.: Osijek; VIII. Biennale Slavonaca; Galerija likovnih umjetnosti, Osijek
- 1986.: Osijek; Likovna umjetnost u Osijeku 1900. – 1940.; Galerija likovnih umjetnosti, Osijek
- 1988.: Zagreb; Židovi na tlu Jugoslavije; Muzejski prostor, Zagreb
- 1998.: Osijek; Tri stoljeća umjetnosti u Galeriji likovnih umjetnosti Osijek; Galerija likovnih umjetnosti, Osijek
- 1998.: London; Painting as a Pastime: Winston Churchill - His Life as a Painter; Sotheby's
- 2000.: Zagreb; San i krik, Likovna umjetnost Židova u Hrvatskoj; Galerija Klovićevi dvori
- 2008.: Osijek; Osječki kipari: Leović, Živić, Nemon, Švagel-Lešić; Galerija likovnih umjetnosti, Osijek
- 2009.: Zagreb; Slavonija, Baranja i Srijem, vrela europske civilizacije; Galerija Klovićevi dvori
- 2012.: Appleton; Art of Sir Winston Churchill; Trout Museum
- 2013.: Manchester; Radical Conservatism; Castlefield Gallery
- 2014.: Osijek; Pogledi: 20. stoljeće u fundusu Galerije likovnih umjetnosti; Galerija likovnih umjetnosti, Osijek
- 2014.: London; Sculptors' Papers from the Henry Moore Institute Archive; Whitechapel Gallery

## Vanjske poveznice
- (engl.) Oscar Nemon
- (engl.) Oscar Nemon (1906 - 1985)